# Córnicos
Os córnicos (em córnico: Kernowyon) são um grupo étnico do Reino Unido originário da Cornualha. É geralmente descrito como sendo um povo celta.
O número de pessoas que vivem na Cornualha e se consideram mais córnicos do que britânicos ou ingleses é desconhecido. Uma pesquisa indica que 35,1% se identifica como córnico, com 48.4% a identificar-se como inglês e 11% como britânicos. Uma sondagem da consultora Morgan Stanley em 2004 indicou que 44% dos habitantes da Cornualha se identificam mais córnicos do que ingleses ou britânicos. Existem apelos a uma maior clarificação dos dados com os censos de 2011.
Tal como com outros grupos étnicos das ilhas britânicas, a questão de identidade não é clara. A identidade étnica tem-se baseado principalmente na identidade cultural e não tanto a ascendência. Muitos descendetes de povos que chegaram e se fixaram na Cornualha adotaram esta identidade.
O tema da identidde córnica tem sido estudado extensivamente nas coleções de livros de estudos córnicos publicadas pela Exeter University Press. A cornicidade é examinada com ferramentas metodológicas que variam entre a teoria femininista até ao desconstrucionismo.
No censo britânico de 2001, a população da Cornualha e das ilhas de Scilly foi estimada em 501.267 habitantes.
Pela primeira vez num censo britânico, aqueles que quisessem descrever a sua etnicidade como córnica tiveram direito ao seu próprio código numérico (06), ao lado dos números das etnias inglesa, galesa, irlandesa ou escocesa. Cerca de 34.000 pessoas na Cornualha e de 3.500 no resto do Reino Unido disseram considerar-se córnicas. Isto representava 7% da população da Cornualha e foi portanto um fenómeno significativo.
Apesar de contentes com este desenvolvimento, os defensores da etnía mostraram reservas quanto à falta de publicidade respeitante ao tema, à falta de uma opção clara nos boletins para a etnía córnica no censo e para a necessidade de se negar o ser britânico para se poder afirmar córnico. O governo britânico concordou recentemente que os ingleses e os galeses serão opções separadas nos censos de 2011, mas que não haverá opção córnica. Várias organizações córnicas têm feito campanhas para a inclusão da opção córnica nestes censos.

## Idioma
A língua córnica é vista por muitos como a espinha dorsal cultural da identidade córnica, apesar de apenas 3.500 dos 250.000 córnicos (1,4%) o falarem ao nível de uma conversação e apenas 1/10 desses com fluência.
Recentemente, a língua córnica, que foi reavivada no século XX após morrer como língua materna durante o século XIX, foi reconhecida pelo Reino Unido e pela União Europeia para ser protegida como língua minoritária britânica e agora recebe fundos de ambas as entidades. O idioma é uma língua britônica relacionada com o galês e bretão. Em Junho de 2005, após muita pressão por grupos a favor da língua e grupos como o Gorseth Kernow, o governo disponibilizou 80.000£ por ano para financiar durante três anos a língua córnica.